# França terra d'asil
"France terre d'asile" (França terra d'asil) és una associació francesa de solidaritat, el principal objecte de la qual és el suport als demandants d'asil i la defensa del dret d'asil a França. Fundada l'any 1971, ha anat desenvolupant progressivament les seves activitats i ha professionalitzat la seva acció. S'ha especialitzat sobretot en la gestió dels centres d'allotjament dels demandants d'asil (els actuals CADA).
France terre d'asile milita «per una Europa de les migracions protectora, solidària, justa i ciutadana».

## Història i objectiu social
L'associació France terre d'asile és membre de l'Agència dels drets fonamentals de la UE, del Consell europeu pels refugiats i els exiliats (ECRE) així com del Consell econòmic i social de les Nacions unides (ECOSOC). És laica i independent. Des de la seva creació l'any 1971, France terre d'asile treballa pel manteniment i el desenvolupament d'una de les tradicions franceses més antigues; la de l'acollida, i per garantir a França l'aplicació de totes les convencions internacionals pertinents.
Des de l'any 2007, data en la qual es va produir una modificació dels seus estatuts, l'associació ha ampliat el seu objectiu social. Ajuda totes les persones en situació de migració de dret, sobretot aquelles que responen a les definicions de «refugiat» i d'«apàtrida» definides per les convencions de Ginebra del 28 de juliol de 1951 (completades per l'article primer del protocol de Nova York del 31 de gener de 1967 i per la convenció de Nova York del 30 d'agost de 1961). Acompanya igualment els menors estrangers aïllats, les persones regularitzades així com els estrangers retinguts.
Aporta el seu recolzament i la seva experiència, des de l'any 2012, a la societat civil de Tunísia, a través de la creació d'una secció de l'associació, Terre d'asile Tunisie, així com a través de la posada en marxa del projecte Maison du droit et des migrations (Casa del dret i de les migracions) en cooperació amb l'Association des étudiants et stagiaires africains en Tunisie (associació dels estudiants i aprenents africans a Tunísia) i Consell de Tunísia pels refugiats i els migrants.
A "l'entre-deux-tours" (entre les dues voltes) de l'elecció presidencial francesa de 2017 que oposava Marine Le Pen i Emmanuel Macron, France terre d'asile fa una crida implícita, juntament amb unes altres seixanta associacions, a fer front comú contra la candidata del Front Nacional.

## Compromisos
France terre d'asile promou a través de l'opinió i dels poders públics totes les activitats favorables - i les accions d'informació i de formació a França i a l'estranger - al desenvolupament de la tradició de l'asil i de les migracions de dret, així com a la protecció internacional i a l'acollida de les poblacions migrants. També ajuda a crear enllaços entre els organismes nacionals i els internacionals que hi estan implicats. L'associació participa en l'acollida dels demandants d'asil i dels apàtrides sobre el territori francès, dels refugiats estatuaris, dels beneficiaris de la protecció subsidiària i de la seva família, i dona suport a tota acció en favor dels refugiats. La integració dels migrants de dret constitueix igualment un compromís fort de France terre d'asile. Aquesta última posa en marxa accions a favor de l'accés a una feina, a un habitatge i a l'aprenentatge del francès de les persones regularitzades i dels beneficiaris del reagrupament familiar.
France terre d'asile també es mou per a la protecció dels menors estrangers, a través d'estructures d'acollida i d'acompanyament. Pot participar en la reinserció i a l'acompanyament de les persones que efectuen un retorn voluntari al seu país d'origen.
Finalment, la defensa del dret d'asil a França i Europa s'efectua mitjançant un treball jurídic, polític i administratiu; però alhora per un diàleg mantingut amb els alts departaments francesos i europeus sobre l'evolució del dret d'asil i la situació dels demandants. La qüestió de les polítiques públiques migratòries és objecte de debat permanent.

## Pressupost
L'associació France terre d'asile té un pressupost de 68 249 milions d'euros que prové gairebé exclusivament de subvencions públiques (70% del ministeri de l'Interior).
Responent a un article del Monde que apuntava a les associacions que rebien més subvencions, France terre d'asile fa incís en el fet que no rep subvencions, però «dotacions en contrapartida de les prestacions realitzades en el marc de l'execució de polítiques públiques».

## Crítiques
France terre d'asile és sovint criticada per la seva proximitat amb els poders públics. Alguns suggereixen fins i tot que el seu caràcter d'organització independent seria qüestionable. Rere aquests crítiques s'amaguen sovint posicionaments idéologics diferents. France terre d'asile ha considerat sempre que l'Estat havia d'intervenir en la gestió dels flux migratoris i la protecció de les poblacions refugiades, ocupar-se de garantir el finançament de l'acollida i de la inserció d'aquestes poblacions. És aquí on està en joc la necessitat de l'arbitratge entre la solidaritat nacional i la caritat pública. France terre d'asile és igualment acusada de ser una organització excessivament professionalitzada. France terre d'asile defensa, al contrari, la necessitat d'apel·lar a interventors professionals amb la finalitat d'oferir un seguiment adaptat a les necessitats específiques dels migrants a qui donen suport.
Al final de 2013, per l'efecte d'una carta anònima, hi ha hagut diverses acusacions de desviament de fons per part de France terre d'asile i el seu director general, Pierre Henry. La investigació preliminar portada pel tribunal de París va ser classificada sense seguiment. Dues denúncies contra X, una de part del director general i una del comitè d'empresa de l'associació, han estat arxivades.